# Rally di Monte Carlo 2021
Il Rally di Monte Carlo 2021, ufficialmente denominato 89ème Rallye Automobile de Monte-Carlo, è stata la prima prova del campionato del mondo rally 2021 nonché l'ottantanovesima edizione del Rally di Monte Carlo e la quarantatreesima con valenza mondiale. La manifestazione si è svolta dal 21 al 24 gennaio sugli asfalti ghiacciati delle Alpi francesi a nord del Principato di Monaco, con base, nonché sede del parco assistenza, a Gap.
L'evento è stato vinto dal francese Sébastien Ogier, navigato dal connazionale Julien Ingrassia, al volante di una Toyota Yaris WRC del team Toyota Gazoo Racing WRT, seguita dalla coppia britannica formata da Elfyn Evans e Scott Martin, anch'essi su una Toyota Yaris WRC ufficiale, e da quella belga composta da Thierry Neuville e Martijn Wydaeghe su una   Hyundai i20 Coupe WRC della squadra Hyundai Shell Mobis WRT. Per Ogier si trattò dell'ottava vittoria al Montecarlo, diventando il pilota più vittorioso nella storia del rally monegasco.
I norvegesi Andreas Mikkelsen e Ola Fløene, su Škoda Fabia Rally2 Evo della squadra Toksport WRT, hanno invece conquistato il successo nel campionato WRC-2, mentre i francesi Yohan Rossel e Benoît Fulcrand hanno vinto nella serie WRC-3 alla guida di una Citroën C3 Rally2.

## Dati della prova
| Denominazione ufficiale             | Rallye Automobile de Monte-Carlo                                        |
| Edizione N°                         | 89                                                                      |
| Tappa N°                            | 1 di 12                                                                 |
| Data manifestazione                 | da giovedì 21/01/2021 a domenica 24/01/2021                             |
| Sede ospitante                      | Gap (Alte Alpi, Provenza-Alpi-Costa Azzurra, Francia)                   |
| Sede parco assistenza               | Gap (Alte Alpi, Provenza-Alpi-Costa Azzurra, Francia)                   |
| Superficie                          | Asfalto/Neve                                                            |
| Direttore di gara                   | Alain Pallanca                                                          |
| Iscritti                            | 84                                                                      |
| Partiti                             | 79                                                                      |
| Arrivati                            | 62 (78,5%)                                                              |
| Prove speciali previste             | 15                                                                      |
| Prove speciali disputate            | 14 (1 cancellata)                                                       |
| Prova più breve                     | 12,93 km (PS12 e PS14: Puget-Theniers - La Penne)                       |
| Prova più lunga                     | 22,24 km (PS5 e PS8: Montauban-sur-l'Ouvèze - Villebois-les-Pins)       |
| Prova più lenta                     | velocità media di 74,60 km/h (PS10: St. Clement - Freissinieres)        |
| Prova più veloce                    | velocità media di 102,22 km/h (PS2: St. Maurice - St. Bonnet)           |
| Lunghezza prove speciali previste   | 279,88 km                                                               |
| Lunghezza prove speciali disputate  | 257,64 km (18,8% della distanza totale effettiva - cancellati 22,24 km) |
| Lunghezza complessiva trasferimenti | 1113,00 km                                                              |
| Distanza totale effettiva           | 1370,64 km                                                              |
| Media oraria del vincitore          | velocità media di 87,6 km/h (257,64 km in 2h56'33"7)                    |

## Itinerario
| Frazione            | Prova  | Ora    | Nome                                                      | Partenza                                                  | Arrivo                                                    | Lunghezza | Totale    |
| ------------------- | ------ | ------ | --------------------------------------------------------- | --------------------------------------------------------- | --------------------------------------------------------- | --------- | --------- |
| Frazione 1 (21 gen) | PS1    | 14:08  | Saint-Disdier - Corps                                     | Le Dévoluy                                                | Corps                                                     | 20,58 km  | 41,36 km  |
| Frazione 1 (21 gen) | PS2    | 15:06  | Saint-Maurice - Saint-Bonnet                              | Saint-Maurice-en-Valgodemard                              | Saint-Bonnet-en-Champsaur                                 | 20,78 km  | 41,36 km  |
| Frazione 1 (21 gen) |        | 16:11  | Assistenza (flexi) – Gap (48 min)                         | Assistenza (flexi) – Gap (48 min)                         | Assistenza (flexi) – Gap (48 min)                         | –         | 41,36 km  |
| Frazione 2 (22 gen) |        | 05:04  | Assistenza – Gap (18 min)                                 | Assistenza – Gap (18 min)                                 | Assistenza – Gap (18 min)                                 | –         | 126,94 km |
| Frazione 2 (22 gen) | PS3    | 06:10  | Aspremont - La Bâtie-des-Fonds 1                          | Aspremont                                                 | La Bâtie-des-Fonds                                        | 19,61 km  | 126,94 km |
| Frazione 2 (22 gen) | PS4    | 07:28  | Chalancon - Gumiane 1                                     | Chalancon                                                 | Gumiane                                                   | 21,62 km  | 126,94 km |
| Frazione 2 (22 gen) | PS5    | 09:01  | Montauban-sur-l'Ouvèze - Villebois-les-Pins 1             | Montauban-sur-l'Ouvèze                                    | Villebois-les-Pins                                        | 22,24 km  | 126,94 km |
| Frazione 2 (22 gen) |        | 10:56  | Assistenza – Gap (43 min)                                 | Assistenza – Gap (43 min)                                 | Assistenza – Gap (43 min)                                 | –         | 126,94 km |
| Frazione 2 (22 gen) | PS6    | 12:17  | Aspremont - La Bâtie-des-Fonds 2                          | Aspremont                                                 | La Bâtie-des-Fonds                                        | 19,61 km  | 126,94 km |
| Frazione 2 (22 gen) | PS7    | 13:38  | Chalancon - Gumiane 2                                     | Chalancon                                                 | Gumiane                                                   | 21,62 km  | 126,94 km |
| Frazione 2 (22 gen) | PS8    | 17:41  | Montauban-sur-l'Ouvèze - Villebois-les-Pins 2             | Montauban-sur-l'Ouvèze                                    | Villebois-les-Pins                                        | 22,24 km  | 126,94 km |
| Frazione 2 (22 gen) |        | 16:11  | Assistenza (flexi) – Gap (48 min)                         | Assistenza (flexi) – Gap (48 min)                         | Assistenza (flexi) – Gap (48 min)                         | –         | 126,94 km |
| Frazione 3 (23 gen) |        | 05:19  | Assistenza – Gap (18 min)                                 | Assistenza – Gap (18 min)                                 | Assistenza – Gap (18 min)                                 | –         | 57,10 km  |
| Frazione 3 (23 gen) | PS9    | 06:30  | La Bréole - Selonnet 1                                    | La Bréole                                                 | Selonnet                                                  | 18,31 km  | 57,10 km  |
| Frazione 3 (23 gen) | PS10   | 08:18  | Saint-Clément - Freissinières                             | Saint-Clément-sur-Durance                                 | Freissinières                                             | 20,48 km  | 57,10 km  |
| Frazione 3 (23 gen) |        | 10:28  | Assistenza – Gap (48 min)                                 | Assistenza – Gap (48 min)                                 | Assistenza – Gap (48 min)                                 | –         | 57,10 km  |
| Frazione 3 (23 gen) | PS11   | 12:08  | La Bréole - Selonnet 2                                    | La Bréole                                                 | Selonnet                                                  | 18,31 km  | 57,10 km  |
| Frazione 4 (24 gen) |        | 06:42  | Assistenza remota – Quai Albert 1er, Monte Carlo (20 min) | Assistenza remota – Quai Albert 1er, Monte Carlo (20 min) | Assistenza remota – Quai Albert 1er, Monte Carlo (20 min) | –         | 54,48 km  |
| Frazione 4 (24 gen) | PS12   | 08:30  | Puget-Théniers - La Penne 1                               | Puget-Théniers                                            | La Penne                                                  | 12,93 km  | 54,48 km  |
| Frazione 4 (24 gen) | PS13   | 10:08  | Briançonnet - Entrevaux 1                                 | Briançonnet                                               | Entrevaux                                                 | 14,31 km  | 54,48 km  |
| Frazione 4 (24 gen) | PS14   | 10:45  | Puget-Théniers - La Penne 2                               | Puget-Théniers                                            | La Penne                                                  | 12,93 km  | 54,48 km  |
| Frazione 4 (24 gen) | PS13   | 12:18  | Briançonnet - Entrevaux 2                                 | Briançonnet                                               | Entrevaux                                                 | 14,31 km  | 54,48 km  |
| Totale              | Totale | Totale | Totale                                                    | Totale                                                    | Totale                                                    | Totale    | 279,88 km |

## Risultati

### Classifica
| Pos.      | Nº       | Pilota                  | Co-pilota              | Auto                   | Squadra                 | Classe      | Tempo     | Distacco | Punti    |
| Generale  | Generale | Generale                | Generale               | Generale               | Generale                | Generale    | Generale  | Generale | Generale |
| --------- | -------- | ----------------------- | ---------------------- | ---------------------- | ----------------------- | ----------- | --------- | -------- | -------- |
| 1.        | 1        | Sébastien Ogier         | Julien Ingrassia       | Toyota Yaris WRC       | Toyota Gazoo Racing WRT | WRC         | 2h56'33"7 | –        | 30       |
| 2.        | 33       | Elfyn Evans             | Scott Martin           | Toyota Yaris WRC       | Toyota Gazoo Racing WRT | WRC         | 2h57'06"3 | +32"6    | 21       |
| 3.        | 11       | Thierry Neuville        | Martijn Wydaeghe       | Hyundai i20 Coupe WRC  | Hyundai Shell Mobis WRT | WRC         | 2h57'47"2 | +1'13"5  | 17       |
| 4.        | 69       | Kalle Rovanperä         | Jonne Halttunen        | Toyota Yaris WRC       | Toyota Gazoo Racing WRT | WRC         | 2h59'07"3 | +2'33"6  | 16       |
| 5.        | 6        | Dani Sordo              | Carlos del Barrio      | Hyundai i20 Coupe WRC  | Hyundai Shell Mobis WRT | WRC         | 2h59'47"9 | +3'14"2  | 11       |
| 6.        | 18       | Takamoto Katsuta        | Daniel Barritt         | Toyota Yaris WRC       | Toyota Gazoo Racing WRT | WRC         | 3h03'35"0 | +7'01"3  | 8        |
| 7.        | 25       | Andreas Mikkelsen       | Ola Fløene             | Škoda Fabia Rally2 Evo | Toksport WRT            | RC2 / WRC-2 | 3h03'57"3 | +7'23"6  | 6        |
| 8.        | 44       | Gus Greensmith          | Elliott Edmondson      | Ford Fiesta WRC        | M-Sport Ford WRT        | WRC         | 3h04'54"8 | +8'21"1  | 4        |
| 9.        | 20       | Adrien Fourmaux         | Renaud Jamoul          | Ford Fiesta Rally2     | M-Sport Ford WRT        | RC2 / WRC-2 | 3h05'49"5 | +9'15"8  | 2        |
| 10.       | 24       | Eric Camilli            | François-Xavier Buresi | Citroën C3 Rally2      | Sports and You          | RC2 / WRC-2 | 3h07'14"7 | +10'41"0 | 1        |
| WRC-2     |          |                         |                        |                        |                         |             |           |          |          |
| 1. (7.)   | 25       | Andreas Mikkelsen       | Ola Fløene             | Škoda Fabia Rally2 Evo | Toksport WRT            | RC2 / WRC-2 | 3h03'57"3 | –        | 30       |
| 2. (9.)   | 20       | Adrien Fourmaux         | Renaud Jamoul          | Ford Fiesta Rally2     | M-Sport Ford WRT        | RC2 / WRC-2 | 3h05'49"5 | +1'52"2  | 22       |
| 3. (10.)  | 24       | Eric Camilli            | François-Xavier Buresi | Citroën C3 Rally2      | Sports and You          | RC2 / WRC-2 | 3h07'14"7 | +3'17"4  | 17       |
| 4. (15.)  | 22       | Marco Bulacia Wilkinson | Marcelo Der Ohannesian | Škoda Fabia Rally2 Evo | Toksport WRT            | RC2 / WRC-2 | 3h12'49"1 | +8'51"8  | 15       |
| 5. (17.)  | 28       | Sean Johnston           | Alexander Kihurani     | Citroën C3 Rally2      | Saintéloc Junior Team   | RC2 / WRC-2 | 3h16'59"5 | +13"02"2 | 11       |
| 6. (43.)  | 27       | Enrico Brazzoli         | Maurizio Barone        | Škoda Fabia R5         | Movisport SRL           | RC2 / WRC-2 | 3h49'22"3 | +45'25"0 | 8        |
| WRC-3     |          |                         |                        |                        |                         |             |           |          |          |
| 1. (11.)  | 30       | Yohan Rossel            | Benoît Fulcrand        | Citroën C3 Rally2      | -                       | RC2 / WRC-3 | 3h08'25"8 | –        | 28       |
| 2. (13.)  | 55       | Yoann Bonato            | Benjamin Boulloud      | Citroën C3 R5          | -                       | RC2 / WRC-3 | 3h09'35"0 | +1'09"2  | 22       |
| 3. (14.)  | 29       | Nicolas Ciamin          | Yannick Roche          | Citroën C3 Rally2      | -                       | RC2 / WRC-3 | 3h10'48"9 | +2'23"1  | 20       |
| 4. (19.)  | 39       | Hermann Neubauer        | Bernhard Ettel         | Ford Fiesta Rally2     | -                       | RC2 / WRC-3 | 3h18'03"8 | +9'38"0  | 14       |
| 5. (21.)  | 31       | Cédric De Cecco         | Jérôme Humblet         | Škoda Fabia Rally2 Evo | -                       | RC2 / WRC-3 | 3h20'55"8 | +13'30"0 | 11       |
| 6. (23.)  | 40       | Davy Vanneste           | Kris D'alleine         | Citroën C3 Rally2      | -                       | RC2 / WRC-3 | 3h27'22"6 | +18'56"8 | 8        |
| 7. (26.)  | 36       | Johannes Keferböck      | Ilka Minor             | Škoda Fabia Rally2 Evo | -                       | RC2 / WRC-3 | 3h28'39"6 | +20'13"8 | 6        |
| 8. (28.)  | 34       | Giacomo Ogliari         | Lorenzo Granai         | Citroën C3 Rally2      | -                       | RC2 / WRC-3 | 3h32'54"2 | +24'28"4 | 4        |
| 9. (29.)  | 37       | Cédric Cherain          | Stéphane Prévot        | Škoda Fabia R5         | -                       | RC2 / WRC-3 | 3h33'14"4 | +24'48"6 | 2        |
| 10. (31.) | 38       | Tom Williams            | Giorgia Ascalone       | Ford Fiesta Rally2     | -                       | RC2 / WRC-3 | 3h37'42"4 | +29'16"6 | 1        |

| Principali ritiri | Principali ritiri | Principali ritiri | Principali ritiri | Principali ritiri     | Principali ritiri       | Principali ritiri | Principali ritiri | Principali ritiri |
| PS                | Nº                | Pilota            | Copilota          | Auto                  | Squadra                 | Classe            | Causa             | Pos.              |
| ----------------- | ----------------- | ----------------- | ----------------- | --------------------- | ----------------------- | ----------------- | ----------------- | ----------------- |
| PS 1              | 3                 | Teemu Suninen     | Mikko Markkula    | Ford Fiesta WRC       | M-Sport Ford WRT        | WRC               | Incidente         | –                 |
| PS 11             | 8                 | Ott Tänak         | Martin Järveoja   | Hyundai i20 Coupe WRC | Hyundai Shell Mobis WRT | WRC               | Forature          | 15º               |

Legenda
| Icona | Note                                                                                 |
| ----- | ------------------------------------------------------------------------------------ |
| WRC   | Equipaggio di classe WRC che può conquistare punti per il campionato costruttori     |
| WRC   | Equipaggio di classe WRC che non può conquistare punti per il campionato costruttori |
| WRC-2 | Equipaggio registrato al campionato WRC-2                                            |
| WRC-3 | Equipaggio registrato al campionato WRC-3                                            |
| JWRC  | Equipaggio registrato al campionato Junior WRC                                       |
|       | Ulteriori classificazioni                                                            |

### Prove speciali
| Frazione            | Prova | Ora   | Nome                                          | Lunghezza | Vincitori                         | Tempo            | Velocità media   | Leader del rally                 |
| ------------------- | ----- | ----- | --------------------------------------------- | --------- | --------------------------------- | ---------------- | ---------------- | -------------------------------- |
| Frazione 1 (21 gen) | PS1   | 14:08 | Saint-Disdier - Corps                         | 20,58 km  | Ott Tänak Martin Järveoja         | 12'05"7          | 102,09 km/h      | Ott Tänak Martin Järveoja        |
| Frazione 1 (21 gen) | PS2   | 15:06 | Saint-Maurice - Saint-Bonnet                  | 20,78 km  | Ott Tänak Martin Järveoja         | 12'11"8          | 102,22 km/h      | Ott Tänak Martin Järveoja        |
|                     |       |       |                                               |           |                                   |                  |                  |                                  |
| Frazione 2 (23 gen) | PS3   | 06:10 | Aspremont - La Bâtie-des-Fonds 1              | 19,61 km  | Sébastien Ogier Julien Ingrassia  | 14'00"9          | 83,95 km/h       | Kalle Rovanperä Jonne Halttunen  |
| Frazione 2 (23 gen) | PS4   | 07:28 | Chalancon - Gumiane 1                         | 21,62 km  | Sébastien Ogier Julien Ingrassia  | 13'36"8          | 95,29 km/h       | Sébastien Ogier Julien Ingrassia |
| Frazione 2 (23 gen) | PS5   | 09:01 | Montauban-sur-l'Ouvèze - Villebois-les-Pins 1 | 22,24 km  | Sébastien Ogier Julien Ingrassia  | 13'35"8          | 98,14 km/h       | Sébastien Ogier Julien Ingrassia |
| Frazione 2 (23 gen) | PS6   | 12:17 | Aspremont - La Bâtie-des-Fonds 2              | 19,61 km  | Elfyn Evans Scott Martin          | 13'32"5          | 86,89 km/h       | Elfyn Evans Scott Martin         |
| Frazione 2 (23 gen) | PS7   | 13:38 | Chalancon - Gumiane 2                         | 21,62 km  | Sébastien Ogier Julien Ingrassia  | 14'09"8          | 91,59 km/h       | Elfyn Evans Scott Martin         |
| Frazione 2 (23 gen) | PS8   | 17:41 | Montauban-sur-l'Ouvèze - Villebois-les-Pins 2 | 22,24 km  | prova cancellata                  | prova cancellata | prova cancellata | Elfyn Evans Scott Martin         |
|                     |       |       |                                               |           |                                   |                  |                  |                                  |
| Frazione 3 (23 gen) | PS9   | 06:30 | La Bréole - Selonnet 1                        | 18,31 km  | Sébastien Ogier Julien Ingrassia  | 13'16"2          | 82,79 km/h       | Sébastien Ogier Julien Ingrassia |
| Frazione 3 (23 gen) | PS10  | 08:18 | Saint-Clément - Freissinières                 | 20,48 km  | Thierry Neuville Martijn Wydaeghe | 16'28"3          | 74,60 km/h       | Sébastien Ogier Julien Ingrassia |
| Frazione 3 (23 gen) | PS11  | 12:08 | La Bréole - Selonnet 2                        | 18,31 km  | Elfyn Evans Scott Martin          | 11'59"0          | 91,68 km/h       | Sébastien Ogier Julien Ingrassia |
|                     |       |       |                                               |           |                                   |                  |                  | Sébastien Ogier Julien Ingrassia |
| Frazione 4 (24 gen) | PS12  | 08:30 | Puget-Théniers - La Penne 1                   | 12,93 km  | Sébastien Ogier Julien Ingrassia  | 8'47"6           | 88,23 km/h       | Sébastien Ogier Julien Ingrassia |
| Frazione 4 (24 gen) | PS13  | 10:08 | Briançonnet - Entrevaux 1                     | 14,31 km  | Thierry Neuville Martijn Wydaeghe | 11'29"6          | 74,70 km/h       | Sébastien Ogier Julien Ingrassia |
| Frazione 4 (24 gen) | PS14  | 10:45 | Puget-Théniers - La Penne 2                   | 12,93 km  | Sébastien Ogier Julien Ingrassia  | 8'42"6           | 89,07 km/h       | Sébastien Ogier Julien Ingrassia |
| Frazione 4 (24 gen) | PS15  | 12:18 | Briançonnet - Entrevaux 2 (power stage)       | 14,31 km  | Sébastien Ogier Julien Ingrassia  | 10'56"2          | 78,51 km/h       | Sébastien Ogier Julien Ingrassia |

### Power stage
PS15: Briançonnet - Entrevaux 2 di 14,31 km, disputatasi domenica 24 gennaio 2021 alle ore 12:18 (UTC+1).
| Pos. | No. | Pilota           | Co-pilota         | Auto                  | Classe | Tempo   | Distacco | PP | PC |
| ---- | --- | ---------------- | ----------------- | --------------------- | ------ | ------- | -------- | -- | -- |
| 1    | 1   | Sébastien Ogier  | Julien Ingrassia  | Toyota Yaris WRC      | WRC    | 10'56"2 | –        | 5  | 5  |
| 2    | 69  | Kalle Rovanperä  | Jonne Halttunen   | Toyota Yaris WRC      | WRC    | 10'59"5 | +3"3     | 4  | 4  |
| 3    | 33  | Elfyn Evans      | Scott Martin      | Toyota Yaris WRC      | WRC    | 11'00"7 | +4"5     | 3  | -  |
| 4    | 11  | Thierry Neuville | Martijn Wydaeghe  | Hyundai i20 Coupe WRC | WRC    | 11'01"4 | +5"2     | 2  | 2  |
| 5    | 6   | Dani Sordo       | Carlos del Barrio | Hyundai i20 Coupe WRC | WRC    | 11'18"2 | +22"0    | 1  | 1  |

## Classifiche mondiali
Classifica piloti
| Pos. | Pilota            | Punti |
| ---- | ----------------- | ----- |
| 1    | Sébastien Ogier   | 30    |
| 2    | Elfyn Evans       | 21    |
| 3    | Thierry Neuville  | 17    |
| 4    | Kalle Rovanperä   | 16    |
| 5    | Dani Sordo        | 11    |
| 6    | Takamoto Katsuta  | 8     |
| 7    | Andreas Mikkelsen | 6     |
| 8    | Gus Greensmith    | 4     |
| 9    | Adrien Fourmaux   | 2     |
| 10   | Eric Camilli      | 1     |

Classifica copiloti
| Pos. | Copilota               | Punti |
| ---- | ---------------------- | ----- |
| 1    | Julien Ingrassia       | 30    |
| 2    | Scott Martin           | 21    |
| 3    | Martijn Wydaeghe       | 17    |
| 4    | Jonne Halttunen        | 13    |
| 5    | Carlos del Barrio      | 11    |
| 6    | Daniel Barritt         | 8     |
| 7    | Ola Fløene             | 6     |
| 8    | Elliott Edmondson      | 4     |
| 9    | Renaud Jamoul          | 2     |
| 10   | François-Xavier Buresi | 1     |

Classifica costruttori WRC
| Pos. | Squadra                 | Punti |
| ---- | ----------------------- | ----- |
| 1    | Toyota Gazoo Racing WRT | 52    |
| 2    | Hyundai Shell Mobis WRT | 30    |
| 3    | M-Sport Ford WRT        | 10    |
| 4    | Hyundai 2C Competition  | 8     |